# ثقافة الإعاقة

رموز متعلقة بأنواع الإعاقة (مثل الصم والبكم والعمى)

ثقافة الإعاقة مفهوم واسع الاستعمال طوّر في نهاية ثمانيات القرن الماضي لإظهار فروق أنماط الحياة الناجمة أو المعززة بسبب الإعاقة. حيث وُجدت هذه الثقافات كمجموعات من الأشخاص متمحوري الاهتمام حول موضوع الإعاقة، حيث تتضمن الحركات الفنية، الائتلافات كما تشمل على سبيل المثال لا الحصر: الشعر، الرقص، الأجزاء التعبيرية، الأقساط المالية والمنحوتات.

## نبذة
كتب ستيف براون بدراسته الأكاديمية؛ «إن وجود ثقافة الإعاقة فكرة جديدة نسبياً ومحل للخلافات. ليس من المستغرب ربما لمجموعة كانت لفترة طويلة توصف بمصطلحات مثل» غير صالحة"، "مضطربة"، "محدودة«أو» معاقة«وهلم جراً. لذلك فإن العاملين يعملون بشدة لاستنباط تعابير جديدة مليئة بالأمل، التقدير ومتعلقة بالإعاقة لأولئك الذين يعاونو ن من العجز». ثقافة الصم لديها تاريخ أقدم وقد وصفت في عام 1965، وبإمكانها الانخراط في ثقافة العجز الأكبر، وذلك لكون الأصم بأعين بعض الناس كإعاقة، ولترافق الصمم عند هؤلاء الأشخاص مع إعاقات مختلفة كما تعرف في سياق الصمم الإضافي Deaf plus.
لا يمكن تعريف ثقافة الإعاقة بوصف دقيق أو لغة محددة بذاتها، حيث أنه مزيج معقد من الفن، الأداء، التعبير والمتجمعية.وفي هذه الثقافة قد أعيد استعمال كلمة «معاق«أو» عاجز» واستثمار معناها لإظهار الهوية الاجتماعية للتمكين والوعي، وكما هو الحال في كثير من حركات الحقوق المدنية في الماضي، فإن هذه الثقافة تتحدى العرف الاجتماعي وتحاول تجنب الاعتبارات الجائرة التي تسعى إعطائها الطابع الطبي أو المؤسسي. تنعكس القيم الأساسية لها في الفن، الحوارات والأهداف أو حتى السلوك، ومن المبادئ الجوهرية التي تتضمنها عادة: «تقبل اختلافات الإنسان، تقبل ضعف وتأثر الإنسان واعتماده على الآخر، التسامح مع عدم وضوح القرار بحياة غير متوقعة، إضافة إلى المرح والضحك على المضهد أو الحالة مهما تدهورت الأمور».
«تتضمن عناصر ثقافتنا، وبكل تأكيد قمعنا الاجتماعي المديد ولكنها أيضاً تتضمن فننا الناشئ وطرافتنا، تجميعنا لتاريخنا، لغتنا ورموزنا المتطورة، وحدة رؤيتنا الفريدة للعالم، قناعاتنا وقيمنا، استراتيجياتنا للنجاة والازدهار» - كارول جيل Ph.D.
إن ثقافة الإعاقة مسار، حركة، وطريق بدلاً أن تكون وجهة: «ثقافة العاقة هي الفارق ما بين أن تكون وحيداً ومنعزلاً أو منفرداً بمشكلة فيزيائية، إدراكية، عاطفية أو حسية في مجتمع يدعو إلى التمييز ويكرس العزلة - الفارق ما بين كل ذلك والانتماء إلى مجتمع.يمكن أن يساعد الانتماء لمجموعة أكبر، حركة اجتماعية أو موضوع إيجابي في الحداثة، في تركيز الطاقة واستيعاب أنه يمكننا أن نجد الانفراد - غير مستقر، وراتجالي ودائماً على شفا أن ينهار» بيترا كوبرز ‏
«إن ثقافة الإعاقة التي تعطي قيمة للاعتماد على الآخر بدلاً من وهم الاستقلالية، تفضل عدم تشابه وجهات النظر بل تعطي الشرعية والقيمة لطيف واسع من الطرائق المختلفة للمضي عبر هذا العالم - ووجهات النظر المتنوعة التي تولدها تلك التجارب المختلفة» - جيم فيرس

## اطلع أيضاً
- علم الإعاقة
- حركة حقوق المعاقين